# Zoolander
Zoolander es una comedia cinematográfica estadounidense de 2001 protagonizada por Ben Stiller y Owen Wilson.

## Sinopsis
Derek Zoolander (Ben Stiller) ha sido el modelo masculino más cotizado durante los últimos tres años. La noche de la gala que podría suponer su cuarta corona, el galardón se lo lleva un nuevo modelo llamado Hansel (Owen Wilson). Derek queda en entredicho y como un idiota, y decide retirarse. Sin embargo, un prestigioso diseñador Jacobim Mugatu, le pide que desfile para él con las oscuras intenciones de matar al primer ministro de Malasia. Ahora, Derek, junto a una reportera del Times, deberán evitar que el asesinato se realice.

## Elenco
| - Ben Stiller como Derek Zoolander. - Christine Taylor como Matilda Jeffries. - Owen Wilson como Hansel McDonald. - Milla Jovovich como Katinka Ingaborgovinanana. - Will Ferrell como Jacobim Mugatu. - Jerry Stiller como Maury Ballstein. - David Duchovny como J. P. Prewitt - Jon Voight como Larry Zoolander. | - Alexander Skarsgård como Meekus. - Matt Levin como Archie. - Justin Theroux como el DJ. - Andy Dick como la masajista. - James Marsden como John Wilkes Booth. - Anne Meara como la mujer que protesta en la entrega de premios. - Woodrow W. Asai como el primer ministro de Malasia. - Vince Vaughn como Luke Zoolander. - Judah Friedlander como Scrappy Zoolander. |

### Apariciones especiales
| - Donald y Melania Trump - Christian Slater - Tom Ford - Donatella Versace - Cuba Gooding Jr. - Steve Kmetko - Stephen Dorff - Tommy Hilfiger - Fabio Lanzoni - Lenny Kravitz - Gwen Stefani y Gavin Rossdale | - Heidi Klum - Mark Ronson - Paris Hilton - David Bowie - Tyson Beckford - Fred Durst - Lance Bcomos - Lil' Kim - Garry Shandling - Claudia Schiffer - Veronica Webb - Lukcomo Hacomo | - Carmen Kcomos - Natalie Portman - Frankie Rayder - Victoria Beckham - Sandra Bernhard - Emma Bunton - Karl Lagerfeld - Winona Ryder - Billy Zane - Shavo Odadjian - Little Kingz - Ben Affleck |

## Recepción
La película tuvo un presupuesto de 28 millones de dólares y una recaudación de 60,7 millones de dólares. Zoolander recibió críticas generalmente positivas, anotando de "fresco" con una calificación de 64 % en Rotten Tomatoes basado en los comentarios de 130 críticos, con el consenso diciendo: "Una sátira loca en la industria de la moda, Zoolander es una de esas comedias deliberadamente tontas que pueden ofrecer risas genuinas". En Metacritic, la película actualmente tiene una puntuación de 61 sobre 100, lo que indica" críticas generalmente favorables". Las audiencias de CinemaScore le dieron una calificación de "C+" de una escala de A+ a F.

## Banda sonora
La banda sonora de Zoolander se lanzó el 25 de septiembre de 2001.
| N.º | Título                            | Artista                           | Duración |  |
| 1.  | «Relax»                           | Frankie Goes To Hollywood         | 3:57     |  |
| 2.  | «Relax»                           | Powerman 5000 featuring. DannyBoy | 3:06     |  |
| 3.  | «Call Me»                         | Nikka Costa                       | 4:08     |  |
| 4.  | «Love to Love You Baby»           | No Doubt                          | 4:22     |  |
| 5.  | «Start The Commotion»             | The Wiseguys feat. Greg Nice      | 2:35     |  |
| 6.  | «Now Is The Time»                 | The Crystal Method                | 5:37     |  |
| 7.  | «I Started a Joke»                | The Wallflowers                   | 3:09     |  |
| 8.  | «Wake Me Up Before You Go-Go»     | Wham!                             | 3:51     |  |
| 9.  | «Rockit»                          | Herbie Hancock                    | 5:26     |  |
| 10. | «Beat It (Moby's Sub Mix)»        | Michael Jackson                   | 6:13     |  |
| 11. | «Faces»                           | Orgy                              | 4:28     |  |
| 12. | «Roll It Up»                      | The Crystal Method                | 6:07     |  |
| 13. | «Ruffneck»                        | Freestylers feat. Navigator       | 5:43     |  |
| 14. | «Madskillz-Mic Chekka (Remix)»    | BT                                | 5:50     |  |
| 15. | «He Ain't Heavy, He's My Brother» | Rufus Wainwright                  | 4:38     |  |
| 16. | «Relax»                           | Limp Bizkit                       | 5:07     |  |

## Secuela:Zoolander 2
En diciembre de 2008, de acuerdo con informes de los medios, Stiller confirmó que tiene la intención de hacer una secuela de Zoolander, y en enero de 2011 el guion fue completado. La filmación comenzó en los estudios Cinecittà en Roma a principios de 2015, y el 10 de marzo, Stiller y Wilson aparecieron en la Semana de la Moda de París interpretando a Derek Zoolander y Hansel McDonald. Zoolander 2 fue estrenada el 12 de febrero de 2016.
Una serie animada, Zoolander: Super Model, fue estrenada en Netflix UK en agosto de 2016.